# 賈似道

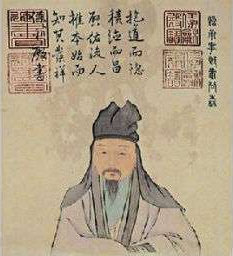
賈似道

賈 似道（か じどう、拼音: Jiǎ Sìdào、嘉定6年8月8日（1213年8月25日） - 徳祐元年9月19日（1275年10月9日））は、中国の南宋末期の軍人・政治家。字は師憲。悦生・秋壑・半閑老人と号する。台州天台県の出身。宋に仕えた政治家の賈渉の庶子で、母は胡氏。

## 生涯

### 前半生
母の胡氏は賈渉の妾であり、賈似道を生んで間もなく家を追い出された。後に出世した賈似道は貧窮する母を迎え入れて、胡氏は斉国夫人に封じられた。
嘉定12年（1219年）に賈渉が淮東制置使に任じられると、おそらく賈似道も父に従って楚州に移住し、賈似道が11歳のときに賈渉は没する。賈似道は成人後、賈渉の生前の功績によって籍田令の官職、嘉興の司倉を受領する。南宋の皇帝理宗の寵妃であり、周漢国公主（周館長公主）を産んだ姉の働きかけにより、嘉熙2年（1238年）に科挙の予備試験を免除された賈似道は殿試に及第し、進士に及第する。
淳祐6年（1246年）に国境地帯で対モンゴル戦を監督していた孟珙の後任として京湖制置使に任命され、湖北に赴任する。湖北に赴任した賈似道は築城によって国境の防備を固め、宝祐6年（1258年）に両淮宣撫大使に任じられる。賈似道は前線に身を置きながらも中央政府の宰相と同様の待遇を受け、人事の進退においては朝廷の大臣であっても賈似道の意向を無視することはできなかった。
同年、モンゴル帝国の皇帝（ハーン）モンケは自身が四川に進攻し、弟のクビライをして鄂州、将軍ウリヤンカダイを広西から湖南に進め、三方から南宋を攻撃した。賈似道は鄂州の軍事を取り仕切ってクビライの攻撃を防ぎ、開慶元年（1259年）には四川の呂文徳と共に、南宋に侵攻して鄂州を包囲したウリヤンカダイを攻撃する。四川でモンケが病没した後、彼の後継者の地位を窺うクビライは北方に帰還し、ウリヤンカダイはクビライが残した兵士を集めて長江を渡り、退却した。景定元年（1260年）3月、賈似道は長江の通過を試みたウリヤンカダイ軍の最後列を攻撃し、モンゴル側からは約170人の死者が出た。賈似道が領地の割譲と貢納を約束して密約を結んだためにモンゴル軍が撤退したとする説が存在するが、密約の存在は疑問視されている。賈似道はモンゴル側の意向を探るために和睦を提案したものの、クビライはこれを受け入れず、結局両者の間に和約は成立しなかったといわれている。湖南・江西に侵入したモンゴル軍に対して宋軍は奮戦し、彼らの功績は南宋のほぼ全域の軍事権を掌握する賈似道の元に帰した。戦後賈似道は国内の情報統制、外部への内情の漏洩を防ぐため、クビライの元から派遣された使者の郝経を投獄する。使者の投獄に対してモンゴルの大臣たちはクビライに南宋の攻撃を進言したが、クビライは弟のアリクブケとの抗争のためにやむなく中国遠征を延期した。

### 丞相就任後
開慶元年（1259年）10月に賈似道は陣中で右丞相に任じられ、翌年に臨安に凱旋した賈似道は丞相として中央政界に参画する。戦後、賈似道は功績のあった人物の顕彰と並行して、戦利品の横領や戦費の着服を行う将軍の処罰による、軍紀の引き締めを行った。規律の引き締めの中で向士璧・曹世雄ら大きな武功を立てた人間も免職・流刑の対象とされ、賈似道の論功行賞の公正性を疑う、あるいは苛烈さを咎める声も出た。一方文官に対しては過去の過失を問わない柔和な態度で接し、彼らに将来の協力を約束させた。政府に対して強硬な抗議も辞さない臨安の学生に対しては学費の援助、試験の易化という手段を用いて、彼らを懐柔する事に成功する。賈似道の下では宦官と外戚の勢力は抑制され、前から横行していた猟官運動が厳しく取り締まられた。猟官運動を禁じた一方で隠逸的な学者に出仕を乞い、「猟官運動のためには山に入って座禅をしなければならないのか」とまで言われた。馬廷鸞・江万里らの著名な学者文人が起用されたが彼らは実務能力に欠け、廷臣たちは賈似道の留任を懇願した。
景定5年（1264年）には理宗が崩御して度宗が即位した。咸淳元年（1265年）に太師を加増され、魏国公に封じられる。賈似道は西湖を俯瞰する葛嶺に集芳園と呼ぶ園を置き、園内に建てた半閑堂と称する屋敷で政務を執った。南宋末期の朝廷では賈似道が私邸で書類に決裁を下し、賈似道の館客である廖瑩中が大小の政務を取り仕切り、宮廷の大臣や執政は届けられた書類の内容を検討することなく署名し、判を押す体制ができていた。
咸淳4年（1268年）10月から南宋と元の最前線であった襄陽が元軍の包囲を受けるが（襄陽・樊城の戦い）、賈似道は度宗に襄陽が包囲を受けていることをひた隠しにしていた。賈似道は度宗から襄陽の状況の下問を受けて、女婿の范文虎を救援に派遣して、度宗に襄陽の戦況を密告した人物を殺害したと言われている。襄陽と接続されていた樊城が陥落した時、賈似道は自らが救援に向かう事を申し出たが受理されず、代わりに高達が率いる部隊を向かわせた。咸淳9年（1273年）3月に襄陽の守将の呂文煥は元に降伏し、呂文煥と縁戚関係にあった廷臣の多くが辞職を願い出たが、賈似道は彼らの申し出をすべて却下した。徳祐元年（1275年）3月、賈似道は蕪湖に艦隊を停泊させ、元軍の司令官バヤンに和睦を提案するが、バヤンは元軍が長江を渡る前に和平を提案するべきであったこと、使者ではなく賈似道自身が交渉の場に赴くべきだと提案を一蹴する。賈似道は夏貴・孫虎臣に艦隊を与えて元軍を攻撃するが、蕪湖近辺の丁家洲の戦いで南宋軍は大敗する。敗れた賈似道は淮東の李庭芝の元に逃亡し、恭帝の避難を進言する手紙を朝廷に送った。臨安の留守を預かっていた賈似道の腹心の陳宜中は賈似道の党派と見なされることを恐れて恭帝の退避に反対し、恭帝の退避を主張する殿帥の韓震を暗殺する。
敗戦の報告を受けた朝廷では、賈似道を弾劾する廷臣たちが彼を極刑に処すように主張したが、太皇太后謝氏の取り成しによって循州に流罪となった。漳州の木綿庵において、賈似道は会稽県尉の鄭虎臣に殺害される。鄭虎臣の私怨、あるいはかつての腹心だった陳宜中の指示などが、殺害の動機として挙げられている。
賈似道は武官たちから怨まれていたが、クビライが元に降伏した将軍たちに、なぜ容易く降伏したのかを尋ねたことがあった。将軍たちは口々に「賈似道が我々武官を軽んじたからだ」と恨み言を述べた。それを聞いたクビライは「お前たちを軽んじたのは賈似道であって、宋の皇帝ではない。それなのにお前たちは宋の皇帝に忠節を尽くそうとしなかった。賈似道がお前たちを軽んじたのも当然であろう」と応じたと言う。

## 政策
南宋では兵糧の購入に不換紙幣である会子が使用されていたが、宰相となった賈似道は紙幣の増刷がもたらすインフレーションを抑え、紙幣の印刷に必要な費用を削減するため、劉良貴らの進言を容れて公田の買収を実施する。政府は200畝以上の田を所有する大地主から所有する田のうち3分の1を強制的に買い上げて小作人に貸与し、貸した田から上がる祖米を兵糧に充てた。公田の買い上げは浙西から始められ、当初は土豪に租米の徴収が委任されていたが、やがて官吏が直接公田を管理するようになる。政策の実施に際して賈似道は自身が所有する10,000畝の田を国に寄付し、吝嗇な性格で有名な栄王にも土地を供出させた。田の買上げは事実上の土地の没収であり、租米の量が見積りよりも少ないと土地の元の所有者が不足分を負担しなければならなかった。また、国が直接土地を管理することで公田法実施前の納税の不正が露見することもあり得たため、地主たちは不安を覚えた。地主の反対によって浙西の3,500,000畝の田を買い上げた時点で公田法は打ち切られたが、公田法実施前に浙西・浙東の二地域から買い上げた兵糧と同量の租米が浙西から収穫された。
公田法以外のインフレーションへの対策として、当時流通していた会子のうち第十七界の会子を廃止し、新たに銅銭の兌換券である見銭関子を発行した。金塊・銀塊の兌換券も発行されたが、賈似道によって実施された不換紙幣の削減と兌換紙幣の発行の成果を史料から判断することは難しい。
また、賈似道は田籍と徴税額のための検地（経界推排法）を実施したが、政界と地主層の両方から非難を受けた。

## 人物像
賈似道は骨董の収集家としても知られ、所蔵品の数は南宋の朝廷以上だといわれている。廖瑩中を通して入手した古銅器・法書・名画・金玉・珍品は、集芳園内の多宝閣で保管された。賈似道の収蔵品には金の章宗の鑑蔵印が押されているものが多いが、これらの品はかつて宋から金に渡った書画を取り戻したものだと推測される。猟官運動に対して厳しい態度で臨んだ賈似道も骨董品を持ち込まれると態度を軟化させて人事に融通を利かせ、骨董の収集のためには一般から忌避される古墓の発掘も厭わなかった。『画鑒』の著者である元の湯垕は賈似道が収集した書の中に少なからず贋作が混じっていることを挙げて、彼の鑑定眼に疑問を呈した。
また、骨董品の収集以外に定武蘭亭序の翻刻、それの縮小版である玉板蘭亭を制作させた。
賈似道は闘蟋（コオロギ相撲）の愛好家としても知られている。唐代以来の闘蟋に関する知識と自身の研究をまとめた『促織経』は、世界で初めてのコオロギの百科事典とされている。『促織経』では飼育法、交配からコオロギにまつわる古い詩歌などの大項目がより細かい項目に分けられて解説されている。『促織経』の原著は散逸し、明代に増補改訂された二巻が現存する。